# برکان
برکان یکی از شهرهای کشور مراکش است